# Nigel Hayes-Davis
Nigel Hayes-Davis (Westerville, 16 dicembre 1994) è un cestista statunitense.

## Biografia
Nel 2021 Hayes ha cambiato il suo cognome in Hayes-Davis in onore del suo padre adottivo.

## Statistiche

### College
| Anno      | Squadra           | PG  | PT  | MP   | TC%  | 3P%  | TL%  | RP  | AP  | PRP | SP  | PP   |
| --------- | ----------------- | --- | --- | ---- | ---- | ---- | ---- | --- | --- | --- | --- | ---- |
| 2013-2014 | Wisconsin Badgers | 38  | 0   | 17,4 | 51,0 | -    | 58,5 | 2,8 | 0,9 | 0,8 | 0,5 | 7,7  |
| 2014-2015 | Wisconsin Badgers | 40  | 40  | 33,0 | 49,7 | 39,6 | 74,4 | 6,2 | 2,0 | 0,9 | 0,4 | 12,4 |
| 2015-2016 | Wisconsin Badgers | 35  | 35  | 36,2 | 36,8 | 29,3 | 73,6 | 5,8 | 3,0 | 1,1 | 0,4 | 15,7 |
| 2016-2017 | Wisconsin Badgers | 37  | 37  | 32,2 | 45,7 | 31,4 | 58,7 | 6,6 | 2,7 | 0,8 | 0,4 | 14,0 |
| Carriera  | Carriera          | 150 | 112 | 29,6 | 44,6 | 33,2 | 66,6 | 5,3 | 2,1 | 0,9 | 0,4 | 12,4 |

### NBA

#### Regular Season
| Anno      | Squadra          | PG | PT | MP   | TC%  | 3P%  | TL%  | RP  | AP  | PRP | SP  | PP  |
| --------- | ---------------- | -- | -- | ---- | ---- | ---- | ---- | --- | --- | --- | --- | --- |
| 2017-2018 | L.A. Lakers      | 2  | 0  | 5,5  | 33,3 | 0,0  | 100  | 0,0 | 1,0 | 0,0 | 0,0 | 1,5 |
| 2017-2018 | Toronto Raptors  | 2  | 0  | 3,0  | 100  | 100  | -    | 0,0 | 0,0 | 0,0 | 0,0 | 3,0 |
| 2017-2018 | Sacramento Kings | 5  | 0  | 21,0 | 28,6 | 16,7 | 0,0  | 4,4 | 0,8 | 0,4 | 0,6 | 3,6 |
| Carriera  | Carriera         | 9  | 0  | 13,6 | 33,3 | 25,0 | 33,3 | 2,4 | 0,7 | 0,2 | 0,3 | 3,0 |

### G League
| Anno      | Squadra        | PG | PT | MP   | TC%  | 3P%  | TL%  | RP  | AP  | PRP | SP  | PP   |
| --------- | -------------- | -- | -- | ---- | ---- | ---- | ---- | --- | --- | --- | --- | ---- |
| 2017-2018 | Westch. Knicks | 38 | 35 | 35,6 | 45,0 | 44,1 | 74,4 | 6,7 | 2,2 | 1,4 | 0,2 | 16,1 |
| 2017-2018 | Raptors 905    | 5  | 0  | 22,4 | 34,2 | 28,6 | 25,0 | 1,4 | 1,6 | 1,2 | 0,0 | 7,0  |
| Carriera  | Carriera       | 43 | 35 | 34,0 | 44,2 | 42,3 | 72,2 | 6,0 | 2,1 | 1,3 | 0,2 | 15,0 |

### Eurolega
| Anno       | Squadra         | PG  | PT  | MP   | TC%  | 3P%  | TL%  | RP  | AP  | PRP | SP  | PP   |
| ---------- | --------------- | --- | --- | ---- | ---- | ---- | ---- | --- | --- | --- | --- | ---- |
| 2019-2020  | Žalgiris Kaunas | 28  | 10  | 22,3 | 40,4 | 37,2 | 75,8 | 3,5 | 1,0 | 0,4 | 0,2 | 6,3  |
| 2020-2021  | Žalgiris Kaunas | 33  | 30  | 26,7 | 44,3 | 44,3 | 89,4 | 3,9 | 1,2 | 1,1 | 0,2 | 9,5  |
| 2021-2022  | Barcellona      | 37  | 16  | 19,0 | 36,7 | 24,4 | 80,0 | 2,1 | 0,8 | 0,5 | 0,1 | 4,2  |
| 2022-2023  | Fenerbahçe      | 39  | 39  | 30,5 | 50,0 | 40,5 | 75,0 | 4,4 | 1,5 | 1,2 | 0,3 | 10,5 |
| 2023-2024  | Fenerbahçe      | 37  | 36  | 31,5 | 46,9 | 37,2 | 83,2 | 4,6 | 1,7 | 1,0 | 0,2 | 13,8 |
| 2024-2025† | Fenerbahçe      | 39  | 39  | 31,3 | 45,7 | 41,0 | 90,8 | 5,3 | 1,7 | 1,1 | 0,3 | 16,7 |
| Carriera   | Carriera        | 213 | 170 | 27,2 | 45,2 | 39,2 | 83,6 | 4,0 | 1,3 | 0,9 | 0,2 | 10,4 |

### Eurocup
| Anno      | Squadra     | PG | PT | MP   | TC%  | 3P%  | TL%  | RP  | AP  | PRP | SP  | PP   |
| --------- | ----------- | -- | -- | ---- | ---- | ---- | ---- | --- | --- | --- | --- | ---- |
| 2018-2019 | Galatasaray | 10 | 8  | 29,2 | 51,8 | 43,2 | 91,7 | 5,6 | 1,8 | 1,1 | 0,1 | 15,7 |
| Carriera  | Carriera    | 10 | 8  | 29,2 | 51,8 | 43,2 | 91,7 | 5,6 | 1,8 | 1,1 | 0,1 | 15,7 |

## Palmarès

### Squadra
- Campionato lituano: 2

Žalgiris Kaunas: 2019-2020, 2020-2021
- Campionato turco: 2

Fenerbahçe: 2023-2024, 2024-2025
- Coppa di Lituania: 2

Žalgiris Kaunas: 2019-2020, 2020-2021
- Copa del Rey: 1

Barcellona: 2022
- Coppa di Turchia: 2

Fenerbahçe: 2024, 2025

#### Competizioni internazionali
- Eurolega: 1

Fenerbahce: 2024-25

### Individuale
- All-NBDL All-Rookie First Team (2018)
- Record all time punti segnati in una gara di Eurolega (29 marzo 2024 Fenerbahçe - Alba Berlino 103-68) : 50 con 9/11 da 2, 9/16 da 3  e 5/7 ai liberi.
- All-Euroleague First Team: 1

Fenerbahçe: 2023-2024
- MVP Coppa di Turchia: 1

Fenerbahçe: 2025
- Euroleague Final Four MVP:  1

Fenerbahce: 2024-2025